# Янссон, Виктор
Виктор Бернхард (Фаффан) Янссон (русифицированный вариант имени — Виктор Юлиусович Янссон; швед. и фин. Viktor Bernhard «Faffan» Jansson; 1 марта 1886, Гельсингфорс, Российская империя — 22 июня, 1958, Хельсинки, Финляндия) — финский скульптор шведского происхождения. Отец финской писательницы Туве Янссон. Он был значимым национальным деятелем искусства первой половины XX века, хотя и находился в тени Вяйнё Аалтонена. В 1913 году в Париже женился на художнице Сигне Хаммарштен, в их семье родились дочь Туве Марика Янссон (1914–2001), художница и писательница, всемирно известная благодаря своим книгам о муми-троллях, и сыновья Пер-Улоф (1920–2019), известный фотограф, и Ларс (1926–2000), художник. Виктор оказал большое влияние на творчество дочери. И хотя она в своих книгах и в интервью, часто упоминая о матери, редко говорит об отце, автобиографическая повесть Туве Янссон, вышедшая в 1968 году, называется «Дочь скульптора». 
Работы Виктора Янссона, в том числе фигуры русалок ряда фонтанов парка Эспланады (1930–1931 гг.), украшают Хельсинки, он также изваял Статую Свободы (1921 г.) в Тампере.
Надгробный памятник семьи Янссон на кладбище Хиетаниеми в Хельсинки венчает скульптура Виктора Янссона «Мальчик, сидящий на земном шаре»; на гранях памятника выбиты имена захороненных членов семьи, среди которых Туве Янссон, её брат Ларс и др.

## Галерея

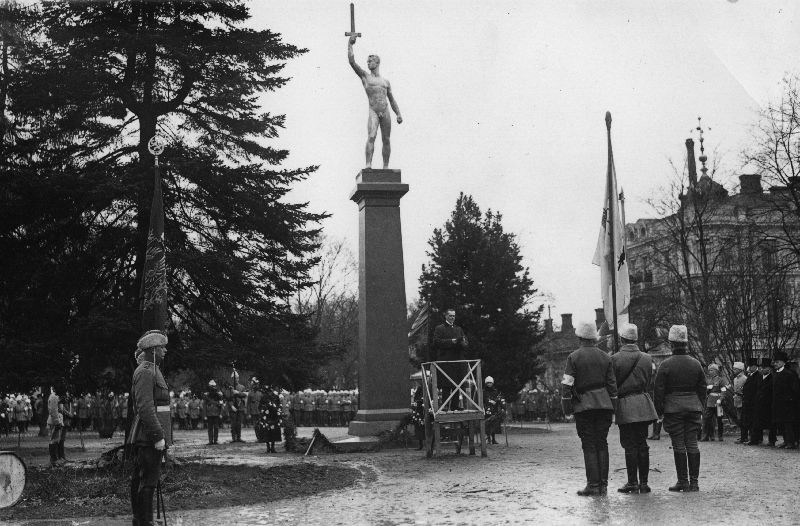
Статуя Свободы в Тампере
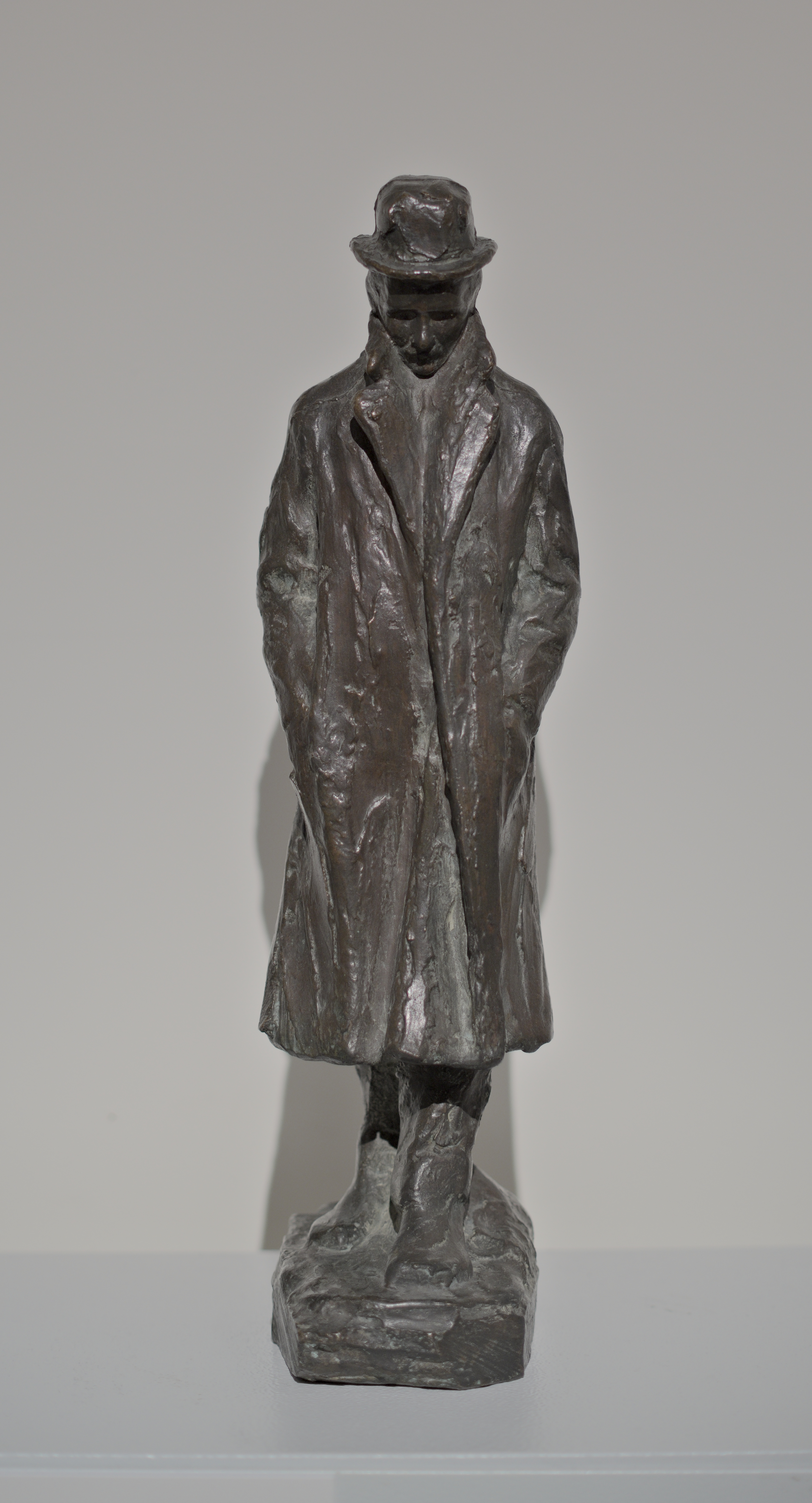
Человек в пальто, 1920-е, бронза, Государственный музей изобразительных искусств имени А. С. Пушкина